# Vincent Arnardi
Vincent Arnardi (* 10. Juli 1957 in Hyères, Département Var) ist ein französischer Tonmeister.

## Leben
Arnardi begann seine Karriere Ende der 1970er Jahre. Sein Filmdebüt hatte er bei François Truffauts Filmdrama Das grüne Zimmer. Er arbeitete in der Folge an zahlreichen, meist französischen Filmproduktionen, inszeniert unter anderem von Alain Delon, Jean-Pierre Mocky und Jacques Rouffio. 1991 wirkte er am Spielfilmdebüt der Regisseure Jean-Pierre Jeunet und Marc Caro mit, Delicatessen. Er arbeitete später auch an deren Erfolgsfilmen Die Stadt der verlorenen Kinder und Die fabelhafte Welt der Amélie. Er wirkte zudem am ersten und am letzten Teil der Drei-Farben-Trilogie des polnischen Regisseurs Krzysztof Kieślowskis mit, Drei Farben: Blau und Drei Farben: Rot.  
2002 war Arnardi für Die fabelhafte Welt der Amélie gemeinsam mit Guillaume Leriche und Jean Umansky für den  Oscar in der Kategorie Bester Ton nominiert. Zu seinen weiteren Auszeichnungen gehören der Technikpreis der Internationalen Filmfestspiele von Cannes 1993 für Mazeppa, der César in der Kategorie Bester Ton für Taxi (1999) und der Silver Ariel für Días de gracia (2012).
2018 wurde er in die Academy of Motion Picture Arts and Sciences berufen, die jährlich die Oscars vergibt.

## Filmografie (Auswahl)
- 1978: Das grüne Zimmer (La chambre verte)
- 1981: Rette deine Haut, Killer ( Pour la peau d’un flic)
- 1983: Tod dem Schiedsrichter (À mort l'arbitre)
- 1985: Der Bulle von Paris (Police)
- 1991: Delicatessen
- 1993: Drei Farben: Blau (Trois couleurs: Bleu)
- 1994: Drei Farben: Rot (Trois couleurs: Rouge)
- 1995: Die Stadt der verlorenen Kinder (La Cité des enfants perdus)
- 1999: Asterix & Obelix gegen Caesar (Astérix et Obélix contre César)
- 2001: Die fabelhafte Welt der Amélie ()
- 2005: Das Imperium der Wölfe (L'Empire des loups)
- 2007: Hannibal Rising – Wie alles begann (Hannibal Rising)
- 2008: Transporter 3
- 2012: Väter und andere Katastrophen (Un jour mon père viendra)
- 2013: Eine Hochzeit und andere Hindernisse (Des gens qui s’embrassent)
- 2016: Meine Zeit mit Cézanne (Cézanne et moi)

## Auszeichnungen (Auswahl)
- 2002: Oscar-Nominierung in der Kategorie Bester Ton für Die fabelhafte Welt der Amélie